# Tracy Allard
Pour les articles homonymes, voir Allard.
Tracy Allard, née en 1971, est une femme politique canadienne, membre du Parti conservateur uni. En décembre 2020, elle occupe le poste de ministre aux Affaires municipales de l'Alberta. 
Au début janvier 2021, elle démissionne de son poste de ministre à la suite d'un voyage d'agrément hors du pays pendant la pandémie de Covid-19 au Canada.

## Biographie
Tracy Allard a complété un BA en commerce à l'université de la Colombie-Britannique, puis un certificat en gestion du handicap. Son mari Serge et elle exploitent deux concessions Tim Hortons dont ils sont propriétaires à Grande Prairie en Alberta.
Elle est élue députée provinciale lors des élections de 2019 en Alberta.
Elle est nommée ministre aux Affaires municipales de l'Alberta en août 2020.
Le 31 décembre 2020, on apprend qu'elle vient tout juste de faire un séjour à Hawaï, quittant ainsi le Canada au mépris des recommandations sanitaires des gouvernements du Canada et de l'Alberta, ce qui lui vaut des critiques de la part des médias canadiens et des partis d'opposition de sa province. Le 4 janvier 2021, le premier ministre de l'Alberta Jason Kenney, devant la pression populaire, annonce que Tracy Allard perd son poste de ministre aux Affaires municipales.